# Demografía de Túnez

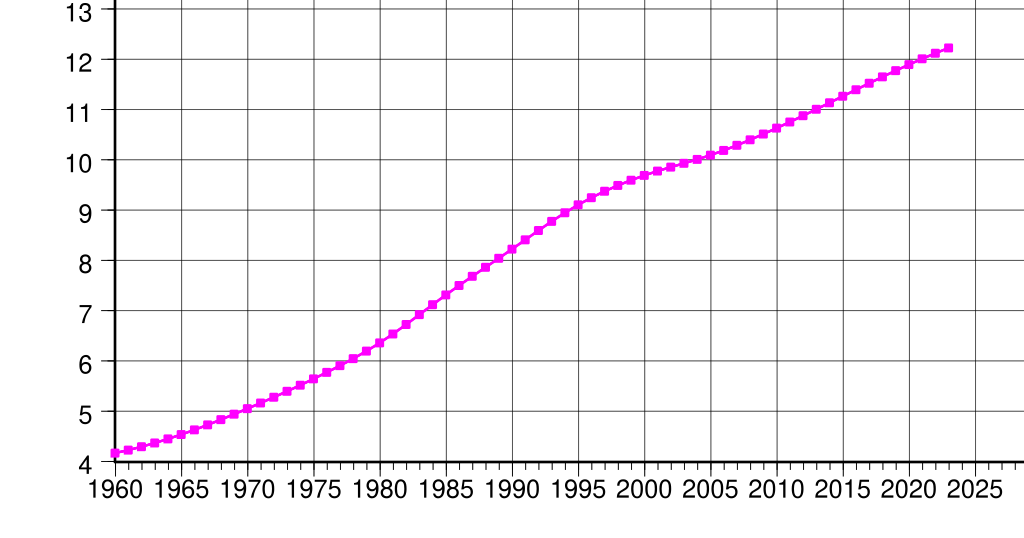
Evolución demográfica de Túnez.

Este artículo describe las características de la demografía de Túnez.

## Población
Los tunecinos actuales son  descendientes de los indígenas bereberes y de los numerosos pueblos y civilizaciones que han invadido, migrado y han sido asimilados en la población a través de los milenios. La historia registrada de Túnez comienza con la llegada de los fenicios, quienes fundaron Cartago y otros asentamientos del norte de África en el Siglo VIII a. C. Cartago se convirtió en la ciudad con mayor poder marítimo, enfrentándose con Roma por el control del Mediterráneo hasta que fue vencida y tomada por los romanos en el año 146 a. C.
Los romanos dominaron y se establecieron en el norte de África hasta el siglo V, cuando el Imperio romano cayó y Túnez fue invadida por tribus europeas, incluso por los vándalos.
La conquista musulmana del sigo VII transformó a Túnez y al carácter de su población, con las subsecuentes olas de inmigración desde el mundo árabe y el Imperio otomano, incluyendo a un gran número de españoles, moros y judíos a finales del siglo XV. Túnez se convirtió en el centro de la cultura y conocimiento árabe y fue asimilada dentro del Imperio otomano turco en el siglo XVI. Fue un protectorado francés desde 1881 hasta su independencia en 1956.
Se estimó que la población de Túnez rondaba los 12,04 millones de personas en 2022. En el continente africano, generalmente joven, la población de Túnez se encuentra entre las más maduras. Esto se debe a que el gobierno ha apoyado un exitoso programa de planificación familiar que ha reducido la tasa de crecimiento poblacional a poco más del 1% anual.
La población de Túnez está compuesta por árabes (98%), árabes bereberes (1%), y otros grupos (1%). Alrededor del 99% de la población es musulmana.

## Grupos étnicos
No hay población cristiana autóctona. Las pequeñas minorías indígenas nómades han sido, en su mayoría, asimiladas dentro de grupos poblacionales más amplios, quedando solamente un 1% de bereberes.
La primera diputada negra, Jamila Ksiksi, fue elegida en las elecciones de 2014.

## Religión
La mayor parte de la población de Túnez (98% de los habitantes) son musulmanes, existe una pequeña población de judíos en la capital del país (Túnez).

## Estadísticas vitales
|      | Población  | Nacidos vivos | Muertes | Cambio natural | Tasa de nacimiento cruda (per 1,000) | Tasa de mortalidad cruda (per 1,000) | Cambio natural (per 1,000) | Crecimiento poblacional (Porcentaje anual) | Tasas de fertilidad |
| ---- | ---------- | ------------- | ------- | -------------- | ------------------------------------ | ------------------------------------ | -------------------------- | ------------------------------------------ | ------------------- |
| 1948 |            | 111,084       |         |                |                                      |                                      |                            |                                            |                     |
| 1949 |            | 92,439        |         |                |                                      |                                      |                            |                                            |                     |
| 1950 |            | 106,235       |         |                |                                      |                                      |                            |                                            |                     |
| 1951 |            | 119,981       |         |                |                                      |                                      |                            |                                            |                     |
| 1952 |            | 105,469       |         |                |                                      |                                      |                            |                                            |                     |
| 1953 |            | 116,638       |         |                |                                      |                                      |                            |                                            |                     |
| 1954 |            | 119,774       |         |                |                                      |                                      |                            |                                            |                     |
| 1955 |            | 134,489       |         |                |                                      |                                      |                            |                                            |                     |
| 1956 |            | 140,505       |         |                |                                      |                                      |                            |                                            |                     |
| 1957 |            | 157,741       |         |                |                                      |                                      |                            |                                            |                     |
| 1958 |            | 181,144       |         |                |                                      |                                      |                            |                                            |                     |
| 1959 |            | 184,209       |         |                |                                      |                                      |                            |                                            |                     |
| 1960 | 4,220,701  | 182,221       |         |                | 43.2                                 |                                      |                            |                                            |                     |
| 1961 |            | 184,396       |         |                |                                      |                                      |                            |                                            |                     |
| 1962 |            | 181,861       |         |                |                                      |                                      |                            |                                            |                     |
| 1963 |            | 187,395       |         |                |                                      |                                      |                            |                                            |                     |
| 1964 |            | 206,046       |         |                |                                      |                                      |                            |                                            |                     |
| 1965 |            | 193,220       |         |                |                                      |                                      |                            |                                            |                     |
| 1966 |            | 206,717       |         |                |                                      |                                      |                            |                                            |                     |
| 1967 |            | 187,320       |         |                |                                      |                                      |                            |                                            |                     |
| 1968 |            | 188,190       |         |                |                                      |                                      |                            |                                            |                     |
| 1969 |            | 199,940       |         |                |                                      |                                      |                            |                                            |                     |
| 1970 | 5,127,000  | 186,360       |         |                | 36.3                                 |                                      |                            |                                            |                     |
| 1971 |            | 183,311       |         |                |                                      |                                      |                            |                                            |                     |
| 1972 |            | 199,121       |         |                |                                      |                                      |                            |                                            |                     |
| 1973 |            | 194,810       |         |                |                                      |                                      |                            |                                            |                     |
| 1974 |            | 194,600       |         |                |                                      |                                      |                            |                                            |                     |
| 1975 |            | 205,390       |         |                |                                      |                                      |                            |                                            |                     |
| 1976 |            | 208,040       |         |                |                                      |                                      |                            |                                            |                     |
| 1977 |            | 220,546       |         |                |                                      |                                      |                            |                                            |                     |
| 1978 |            | 207,342       |         |                |                                      |                                      |                            |                                            |                     |
| 1979 |            | 218,161       |         |                |                                      |                                      |                            |                                            |                     |
| 1980 | 6,384,000  | 225,165       |         |                | 35.2                                 |                                      |                            |                                            |                     |
| 1981 |            | 226,425       |         |                |                                      |                                      |                            |                                            |                     |
| 1982 |            | 219,393       |         |                |                                      |                                      |                            |                                            |                     |
| 1983 |            | 216,365       |         |                |                                      |                                      |                            |                                            |                     |
| 1984 |            | 227,052       |         |                |                                      |                                      |                            |                                            |                     |
| 1985 |            | 227,188       |         |                |                                      |                                      |                            |                                            |                     |
| 1986 |            | 234,736       |         |                |                                      |                                      |                            |                                            |                     |
| 1987 |            | 224,169       |         |                |                                      |                                      |                            |                                            |                     |
| 1988 |            | 215,069       |         |                |                                      |                                      |                            |                                            |                     |
| 1989 |            | 199,459       |         |                |                                      |                                      |                            |                                            |                     |
| 1990 | 8,154,400  | 205,315       | 45,700  | 159,615        | 25.2                                 | 5.6                                  | 19.6                       | 2.236                                      | 3.38                |
| 1991 | 8,318,200  | 207,455       | 46,500  | 160,955        | 24.9                                 | 5.6                                  | 19.3                       | 2.224                                      | 3.31                |
| 1992 | 8,489,900  | 211,649       | 46,300  | 165,349        | 24.9                                 | 5.5                                  | 19.5                       | 2.183                                      | 3.27                |
| 1993 | 8,657,400  | 207,786       | 49,400  | 158,386        | 24.0                                 | 5.7                                  | 18.3                       | 2.092                                      | 3.12                |
| 1994 | 8,815,300  | 200,223       | 50,300  | 149,923        | 22.7                                 | 5.7                                  | 17.0                       | 1.936                                      | 2.90                |
| 1995 | 8,957,500  | 186,416       | 52,000  | 134,416        | 20.8                                 | 5.8                                  | 15.0                       | 1.741                                      | 2.67                |
| 1996 | 9,089,300  | 178,801       | 49,800  | 129,001        | 19.7                                 | 5.5                                  | 14.2                       | 1.543                                      | 2.51                |
| 1997 | 9,214,900  | 173,757       | 51,700  | 122,057        | 18.9                                 | 5.6                                  | 13.2                       | 1.369                                      | 2.38                |
| 1998 | 9,333,300  | 166,718       | 52,300  | 114,818        | 17.9                                 | 5.6                                  | 12.3                       | 1.214                                      | 2.23                |
| 1999 | 9,455,900  | 160,169       | 54,400  | 105,769        | 16.9                                 | 5.7                                  | 11.2                       | 1.085                                      | 2.09                |
| 2000 | 9,552,500  | 163,089       | 53,700  | 109,389        | 17.1                                 | 5.6                                  | 11.4                       | 0.981                                      | 2.08                |
| 2001 | 9,650,600  | 163,300       | 53,200  | 110,100        | 16.9                                 | 5.6                                  | 11.4                       | 0.877                                      | 2.05                |
| 2002 | 9,748,900  | 163,011       | 56,870  | 106,141        | 16.7                                 | 5.8                                  | 10.8                       | 0.787                                      | 2.00                |
| 2003 | 9,839,841  | 168,022       | 59,781  | 108,241        | 17.1                                 | 6.1                                  | 11.0                       | 0.747                                      | 2.06                |
| 2004 | 9,932,431  | 166,551       | 59,269  | 107,282        | 16.8                                 | 6.0                                  | 10.8                       | 0.771                                      | 2.02                |
| 2005 | 10,029,100 | 170,999       | 58,673  | 112,326        | 17.1                                 | 5.9                                  | 11.2                       | 0.84                                       | 2.04                |
| 2006 | 10,127,900 | 173,390       | 57,000  | 116,390        | 17.1                                 | 5.6                                  | 11.5                       | 0.93                                       | 2.03                |
| 2007 | 10,225,200 | 177,503       | 56,741  | 120,762        | 17.4                                 | 5.5                                  | 11.8                       | 1.01                                       | 2.04                |
| 2008 | 10,328,700 | 182,990       | 59,975  | 123,015        | 17.7                                 | 5.8                                  | 11.9                       | 1.059                                      | 2.06                |
| 2009 | 10,458,095 | 184,282       | 59,499  | 124,783        | 17.7                                 | 5.7                                  | 12.0                       | 1.063                                      | 2.05                |
| 2010 | 10,565,704 | 196,039       | 60,438  | 135,601        | 18.6                                 | 5.7                                  | 12.9                       | 1.035                                      | 2.13                |
| 2011 | 10,674,420 | 201,120       | 63,258  | 137,862        | 18.8                                 | 5.9                                  | 12.9                       | 0.998                                      | 2.15                |
| 2012 | 10,784,255 | 217,738       | 63,257  | 154,481        | 20.2                                 | 5.9                                  | 14.3                       | 0.794                                      | 2.4                 |
| 2013 | 10,895,219 | 222,962       | 61,730  | 161,232        | 20.5                                 | 5.7                                  | 14.8                       | 0.972                                      | 2.40                |
| 2014 | 11,012,486 | 225,887       | 62,785  | 163,102        | 20.5                                 | 5.7                                  | 14.8                       | 1.002                                      | 2.42                |
| 2015 | 11,162,666 | 222,530       | 65,743  | 156,787        | 19.9                                 | 5.9                                  | 14.0                       | 1.05                                       | 2.37                |
| 2016 | 11,304,483 | 219,013       | 62,433  | 156,580        | 19.4                                 | 5.5                                  | 13.9                       | 1.103                                      | 2.31                |
| 2017 | 11,434,994 | 208,081       | 68,540  | 139,541        | 18.2                                 | 6.0                                  | 12.2                       | 1.139                                      | 2.21                |
| 2018 | 11,551,448 | 202,694       | 68,629  | 134,065        | 17.5                                 | 5.9                                  | 11.6                       | 1.146                                      | 2.17                |
| 2019 | 11,658,341 | 195,822       | 71,811  | 124,011        | 16.8                                 | 6.1                                  | 10.7                       | 1.12                                       | 2.11                |
| 2020 | 11,818,619 |               | 75,365  |                |                                      | 6.4                                  |                            |                                            |                     |